# Comté de Hudson
Le comté de Hudson est un comté des États-Unis situé dans l'État du New Jersey, formé en grande partie de la péninsule de Bergen Neck. Le comté fait partie de l'agglomération new-yorkaise.
Sa population était de 724 854 habitants au recensement de 2020. Son chef-lieu est Jersey City. Le comté de Hudson est le plus petit des 21 comtés de l'État, mais le plus densément peuplé. Union City, une ville du comté, est la plus densément peuplée des États-Unis (20 463,6 hab./km2 d'après le recensement de 2000).
Le comté fut créé en 1840 à partir de la portion méridionale du comté de Bergen.

## Démographie
| Groupe            | Comté de Hudson | New Jersey | États-Unis |
| ----------------- | --------------- | ---------- | ---------- |
| Blancs            | 54,1            | 68,6       | 72,4       |
| Autres            | 14,3            | 6,4        | 6,4        |
| Asiatiques        | 13,4            | 8,6        | 4,8        |
| Afro-Américains   | 13,2            | 13,7       | 12,6       |
| Métis             | 4,4             | 2,3        | 2,9        |
| Amérindiens       | 0,6             | 0,3        | 0,9        |
| Total             | 100             | 100        | 100        |
|                   |                 |            |            |
| Latino-Américains | 42,2            | 17,7       | 16,7       |

Selon l'American Community Survey, en 2017, 41,27 % de la population âgée de plus de 5 ans déclare parler l'anglais à la maison, 31,79 % déclare parler l'espagnol, 2,83 % une langue chinoise, 2,77 % l'hindi, 2,18 % l'arabe, 2,04 % le tagalog, 1,47 % le gujarati, 1,07 % le portugais, 0,89 % le français, 0,86 % l'italien, 0,59 % le télougou, 0,58 % l'ourdou, 0,57 % le polonais, 0,55 % le coréen et 4,55 % une autre langue.

## Municipalités du comté
1. Bayonne
2. Jersey City
3. Hoboken
4. Union City
5. West New York
6. Guttenberg
7. Secaucus
8. Kearny
9. Harrison
10. East Newark
11. North Bergen
12. Weehawken